# Listă de regizori de film - F
|  | Liste alfabetice de regizori de film A - B - C - D - E - F - G - H - I - J - K - L - M - N - O - P - Q - R - S - T - U - V - W - X - Y - Z |

| - Arnold Fanck (1889 - 1974) - Harun Farocki (* 1944) - Rainer Werner Fassbinder (1945 - 1982) - Eberhard Fechner (1926 - 1992) - Paul Fejos (1897 - 1963) - Marty Feldman (1933 - 1982) - Federico Fellini (1920 - 1993) - Michael Fengler (* 1940) - Claude Faraldo - Abel Ferrara (* 1952) - Marco Ferreri (1928 - 1997) - John Farrow - Jan Fethke (1903 - 1980) - Louis Feuillade (1873 - 1925) - Jacques Feyder (1885 - 1948) - Sally Field | - Mike Figgis (* 1948) - David Fincher (* 1962) - Terence Fisher - Oskar Fischinger (1900 - 1967) - Robert J. Flaherty (1884 - 1951) - Richard Fleischer - Peter Fleischmann (* 1937) - Victor Fleming (1883 - 1949) - Richard Fleischer (1916 - ?) - Robert Florey (1900 - 1979) - James Foley - John Ford (1894 - 1973) - Miloš Forman (1932 - 2018) - Willi Forst (1903 - 1980) - Bill Forsyth (* 1946) | - Bob Fosse - Jodie Foster (* 1962) - Jesús Franco (* 1930) - John Frankenheimer (1930 - 2002) - Georges Franju (1912 - 1987) - Carl Franklin - Stephen Frears (* 1941) - Friðrik Þór Friðriksson (* 1953) - Thomas Frick (* 1962) - William Friedkin (* 1939) - Uwe Frießner (* 1942) - Kurt Früh - Samuel Fuller (1911 - 1997) - Antoine Fuqua - Kinji Fukasaku |